# Фомичёв, Валерий Геннадьевич
Валерий Геннадьевич Фомичёв (бел. Валерый Генадзевіч Фамічоў; род. 23 марта 1988, Минск) — белорусский футболист и тренер, вратарь.

## Клубная карьера
Воспитанник минской СДЮШОР-5. Первый тренер Ждан А. В.
Выступал за ждановическую «Дариду», где играл за дубль. Сезон 2008 провёл в аренде в клубе первой лиги «Коммунальник». После распада «Дариды» оказался в «Барановичах», а после в «Городее», с которой выиграл вторую лигу.
Сезон 2011 провёл вторым вратарём в бобруйской «Белшине», а в декабре 2011 перешёл в состав клуба «Брест», где стал основным вратарём.
В феврале 2013 года перешёл в казахский «Шахтер» из Караганды и принял гражданство Казахстана. В «Шахтёре» был третьим вратарём, на поле не выходил.
В сентябре 2013 года был отдан в аренду клубу «Ордуспор» из первой турецкой лиги. Благодаря казахстанскому гражданству не считался легионером в Турции. Сначала рассматривался в качестве второго вратаря, однако в связи с травмой основного вратаря занял место в стартовом составе. В апреле 2014 года был заявлен за «Шахтер», а в июне 2014 был продан в «Ордуспор». В январе 2015 года Фомичёв покинул Турцию.
С февраля 2015 года тренировался вместе с брестским «Динамо» и в итоге начал сезон 2015 в составе брестского клуба. Являлся основным вратарём. Однако 16 июня 2015 контракт из-за финансовых проблем был разорван.
В июле 2015 года снова отправился в Азию, став игроком узбекского «Алмалыка».
В январе 2016 года Фомичёв вернулся в Белоруссию, подписав контракт с «Торпедо-БелАЗ». В жодинском клубе сумел выиграть конкуренцию у Егора Хаткевича и стать первым вратарём. 21 мая 2016 года, отбив три послематчевых пенальти в финальном матче против БАТЭ, помог автозаводцам завоевать первый в истории Кубок Белоруссии. В декабре 2016 года продлил контракт с клубом на два года. В начале сезона 2017 продолжал быть основным вратарём жодинцев.
В июле 2017 года был выкуплен шымкентским «Ордабасы». До конца сезона 2017 так и не появился на поле. В январе 2018 года появлялась информация, что вратарь покинул команду, хотя позднее в её составе отправился на сбор в Турцию. В сезоне 2018 не выступал.
В феврале 2019 года подписал контракт с дзержинским «Арсеналом». Провёл в клубе первый круг после чего подписал контракт с минским клубом «Крумкачи». В ноябре 2019 года продлил контракт со столичным клубом. Осенью 2020 года покинул команду.
В начале 2021 года перешёл в клуб «Энергетик-БГАТУ» из Второй лиги.
В январе 2023 года получил тренерскую лицензию УЕФА категории D. В июле 2023 года получил тренерскую лицензию категории C.

## Достижения
- Победитель Второй лиги Белоруссииː 2010
- Обладатель Суперкубка Казахстана: 2013
- Серебряный призёр Первой лиги Турции: 2013/14
- Обладатель Кубка Белоруссии: 2015/16